# Никогда не говори «прощай»
Никогда не говори «Прощай» (хинди कभी अलविदा न कहना - Kabhi Alvida Naa Kehna) — индийский фильм, снятый в 2006 году в Нью-Йорке. Главные роли исполнили Шахрух Хан, Рани Мукерджи, Прити Зинта, Амитабх Баччан, Абхишек Баччан и Кирон Кхер. Фильм был показан на Токийском международном кинофестивале. Сценарий фильма получил признание многих критиков, и было предложено включить его в библиотеку академии кинематографических искусств и наук.

## Сюжет
Дэв Саран (Шахрух Хан) — успешный футболист, но его карьера неожиданно заканчивается после травмы ноги. В тот день, когда это произошло, он встретил девушку Майю (Рани Мукерджи) накануне её свадебной церемонии, она не хочет выходить замуж и собирается сбежать, но Дэв её убеждает, что бы она этого не делала.
Прошло четыре года. Майа и её муж Риши (Абхишек Баччан) не могут найти общий язык: тот всю жизнь проводит в вечеринках, а она недостаточно ему уделяет внимания, к тому же Майа не может родить ребёнка. В это время показывают и Дэва, у него есть жена Рия (Прити Зинта), карьера которой стремительно идёт вверх, и сын. Сам Дэв после травмы ноги стал злым и раздражительным, он постоянно говорит гадости окружающим.
И вот однажды Майа и Дэв встретились, у них оказалось много общего и со временем они стали друзьями. Майа и Дэв хотели помочь друг другу сохранить свои браки, но в итоге получилось всё наоборот. Они влюбляются друг в друга и начинают тайно встречаться. Так проходит полгода. Но всё тайное рано или поздно становится явным, их увидели отец Риши (Амитабх Баччан) и мать Дэва (Кирон Кхер). Теперь они понимают, что проживают последние мгновения их любви, что всё уже кончено. Они рассказывают о своих отношениях Рии и Ришу, два брака сразу распадаются, Майа и Дэв уходят из дома, но говорят друг другу, что всё хорошо, их простили и семья не распалась.
Так они думают целых три года, всё это время они живут ничего не зная друг о друге, их жизнь пуста и несчастна, в ней теперь нет места радости, там только слёзы. Но однажды Майа узнает, что они всё это время были оба свободны. Неужели их любовь не имеет права на жизнь?

## В ролях
- Шахрух Хан — Дэв Саран
- Рани Мукерджи — Майа Тальвар
- Прити Зинта — Рия Саран
- Абхишек Баччан — Риши Тальвар
- Амитабх Баччан — Самарджи Синг Тальвар (отец Риши)
- Кирон Кхер — мать Дэва
- Арджун Рампал — Джей (сотрудник Рии)
- Джон Абрахам — диджей в клубе
- Ахсаас Чанна — Арджун Саран (сын Рии и Дэва)
- Каджол — специально приглашённая звезда в песне «Rock 'n' Roll Soniye»

## Производство
Первоначально на роль Майи претендовала Каджол, но из-за занятости со съёмками фильма «Слепая любовь», роль отошла её кузине Рани, а ей предложили быть камео в песне. На роль Риши претендовал также Аджай Девган.
Съёмочный период в Нью-Йорке занял 90 дней. Несколько сцен также были сняты на киностудиях Мумбаи.
Как и во всех предыдущих названиях фильмов, Каран использовал четыре слова, первое из которых начинается на «K».

## Саундтреки
| Название песни            | Исполнитель                                         | Время | Исполняющий герой                                         |
| ------------------------- | --------------------------------------------------- | ----- | --------------------------------------------------------- |
| Kabhi Alvida Naa Kehna    | Сону Нигам, Алка Ягник                              | 8:03  | Дэв, Майа, Рия и Риши                                     |
| Mitwa                     | Шафкват Аманат Али, Шанкар Махадеван, Каралиса      | 6:22  | Дэв и Майа                                                |
| Where’s The Party Tonight | Шаан, Васудхара Дас, Лой Мендонса, Шанкар Махадеван | 6:18  | Риши, Рия и актёр Джон Абрахам (эпизодическая роль)       |
| Tumhi Dekho Naa           | Сону Нигам, Алка Ягник                              | 5:47  | Дэв и Майа                                                |
| Mitwa Revisited           | Шафкват Аманат Али, Шанкар Махадеван, Каралиса      | 5:32  | Remixed version of Mitwa                                  |
| Rock N Roll Soniye        | Шанкар Махадеван, Шаан, Махалакшми Айер             | 5:41  | Риши, отец Риши, Рия и Каджол (спец. приглашённая звезда) |
| Farewell Trance           | Шветта Пандит, Каралиса                             | 5:44  | Инструментальная с вокалом                                |

## Критика
| Рейтинги           | Рейтинги                                                                           |
| Издание            | Оценка                                                                             |
| ------------------ | ---------------------------------------------------------------------------------- |
| Bollywood Hungama  | 4,5 из 5 звёзд · 4,5 из 5 звёзд · 4,5 из 5 звёзд · 4,5 из 5 звёзд · 4,5 из 5 звёзд |
| Раджив Масанд      | 4 из 5 звёзд · 4 из 5 звёзд · 4 из 5 звёзд · 4 из 5 звёзд · 4 из 5 звёзд           |
| Rediff.com         | 2 из 5 звёзд · 2 из 5 звёзд · 2 из 5 звёзд · 2 из 5 звёзд · 2 из 5 звёзд           |
| The Times of India | 2 из 5 звёзд · 2 из 5 звёзд · 2 из 5 звёзд · 2 из 5 звёзд · 2 из 5 звёзд           |
| Outlook            | 2 из 4 звёзд · 2 из 4 звёзд · 2 из 4 звёзд · 2 из 4 звёзд                          |
| The Boston Globe   | 2 из 4 звёзд · 2 из 4 звёзд · 2 из 4 звёзд · 2 из 4 звёзд                          |

Кинокритики оценили фильм в основном положительно.
Дерек Эллей из журнала Variety отметил, что фильм «в общем хорош, но лучше работает по частям, чем целиком».
Neil Genzlinger из газеты The New York Times написал, что «для чего-то столь бесхитростного и длительного, тем не менее, фильм на удивление обаятелен, во многом благодаря его весьма привлекательным актерам».
По словам Дэвида Чута из LA Weekly фильм «содержит множество деталей, которые настолько эффектны, что люди всё ещё смогут говорить о них спустя 20 лет».
А вот Джастин Элиас из The Boston Globe сравнил главных героев с персонажами мелодрам Дугласа Сирка, назвав их «не столько влюблёнными, сколь печальными и тревожными».
Итан Альтер из Film Journal International назвал «Никогда не говори „Прощай“» фильмом, который, несомненно, предназначен вызвать интерес, даже если он обеспечивает перебор всех зрелищ, которыми знаменито основное направление индийского кино.
TV Guide отметил финал в духе старомодных душещипательных историй.
Известный индийский критик Таран Адарш дал фильму наиболее высокую оценку, поставив 4,5 звезды из 5, и добавив, что фильм «несёт несомненную печать гения — Карана Джохара».
Раджив Масанд также отметил, что режиссёр — главная звезда фильма, который в значительной степени полагается на пробивающую слезу кинематографию, безупречную работу художника-постановщика и экстравагантно снятые музыкальные номера.
Барадвадж Ранган назвал его «слишком длинной, слишком плаксивой, но в то же время самой содержательной романтической мелодрамой за долгое время».
Другие авторы рецензий оценили фильм на 2 балла из 4 или 5.